# 坪井航三
坪井航三（日语：／ Tsuboi Kōzō ?，1843年4月6日（天保十四年三月七日）－1898年（明治31年）2月1日），大日本帝国海军军人。甲午战争期间率领第一游击队参加了豐島海戰、黄海海战、旅順口之戰、威海衛之戰等几乎所有重要海上军事行动。最终军阶为海军中将。受封勳二等、功三级、男爵。
其三子原显三郎，太平洋战争时期海军中将。女婿牧野英一，法学家、战后日本宪法制定者之一。

## 简历
坪井为周防國三田尻（今山口县防府市地区）出身，生父为医师原显道，由藩医坪井信道收为养子。1863年，时年20岁的坪井搭乘庚申丸参加了下關戰爭，炮击外国人。战斗中坪井震惊于西方国家可以仅用少量军舰发起猛烈的攻击，在当年晚些时候加入长州藩海军，并在藩里开办的海军学校里学习英语和航行技术。
戊辰戰爭期间，坪井加入了长州藩游击队（“游击队”为该部队番号名）进行战斗，主要负责用船运输官军。
1870年（明治3年），在木制炮舰凤翔丸上当二等士官。
1871年（明治4年）6月，晋升为海军大尉，到日本海军第一艘铁甲舰東艦上担任副舰长。9月，到美国亚洲分舰队司令约翰·罗杰斯的旗舰，蒸汽巡防舰科罗拉多号上进行实习。
1872年（明治5年），罗杰斯离任回国，坪井跟随其前往美国，当年4月进入华盛顿市的哥伦比亚学院附属中学进行学习。
1873年（明治6年）12月，日本下令在外的公费留学生全部回国，1874年（明治7年）7月，坪井奉命回国。8月，即担任木制蒸汽船第一丁卯舰长。
1875年（明治8年）8月9日，第一丁卯在坪井指挥下执行任务时，因浓雾触礁而损失。
1876年（明治9年）3月，到长崎出张所（日语：長崎出張所）任职。8月，在海军提督府任职处理勤务。
1877年（明治10年）6月，改到橫須賀造船所任职。
1878年（明治11年）8月，因为事故而受到禁闭49天的惩罚。
1879年（明治12年）2月21日，任御召舰迅鲸舰长。同年8月19日，改任炮舰磐城舰长，这一职务一直持续到1881年5月23日。
1881年（明治14年）7月，到规程局任职。同年8月，晋升为海军少佐。
1882年（明治15年）7月7日，任风帆护卫舰日进舰长。
1883年（明治16年）8月16日，任海门首任舰长。
1884年（明治17年）2月，转任军事部第2课长。12月，出任橫須賀造船所次长。
1885年（明治18年）5月，晋升为海军大佐。
1886年（明治19年）1月，出任艦政局次长。
1887年（明治20年）9月，改任火药制造所所长。
1889年（明治22年）4月17日，任防护巡洋舰高千穗舰长，并兼常備小艦隊参谋长。
1890年（明治23年）9月，晋升为海军少将，担任佐世保军港司令。
1892年（明治25年）12月，转任海軍兵學校校长。
1893年（明治26年）12月，转任海軍大學校校长。
1894年（明治27年）6月，甲午战争前夕，出任常備艦隊司令（第一游击队司令）。在任上指挥第一游击队进行了豐島海戰，抢先对清朝北洋舰队造成打击。接着在黄海海战又击沉、击伤多艘清朝军舰。同年12月，任旅顺口根据地司令长官。
1895年（明治28年）8月，获赐男爵。
1896年（明治29年）2月，晋升为海军中将，担任常备舰队司令长官。
1897年（明治30年）4月，改任横须贺镇守府司令长官。
1898年，因癌症去世，葬于东京白金台瑞圣寺。

## 荣勋
- 1885年（明治18年）9月16日 - 從五位[1]
- 1889年（明治22年）11月29日 - 大日本帝国宪法发布纪念章[2]
- 1895年（明治28年）
  - 8月20日 - 男爵、功三级金鵄勳章、勳二等旭日重光章[3]
  - 11月18日 - 明治二十七八年从军纪念章[4]

## 関連項目
- 大日本帝國海軍軍人列表

| 军职            | 军职                                                      | 军职                                     |
| --------------- | --------------------------------------------------------- | ---------------------------------------- |
| 前任： 相浦纪道 | 旅顺口根据地司令長官 第2代：1895年2月16日 - 1896年2月26日 | 繼任： 柴山矢八 （旅顺口镇守府司令长官） |
| 前任： 井上良馨 | 常備艦隊司令長官 第7代：1896年2月26日 - 1897年4月9日      | 繼任： 相浦纪道                          |
| 前任： 相浦纪道 | 横须贺镇守府司令长官 第7代：1897年4月9日 - 1898年1月30日  | 繼任： 鮫島員規                          |